# Olea hensoni
Olea hensoni — вид морських черевоногих молюсків родини Limapontiidae. Описаний у 2019 році.

## Назва
Вид названо на честь Джима Генсона (1936—1990), творця телепрограми «Маппет-шоу».

## Поширення
Вид поширений в Мексиканській затоці на узбережжі Флориди.

## Спосіб життя
Живе на мілководді. Оофаг. Живиться яйцями морських молюсків.